# キャムデン教授職
キャムデン教授職（Camden Professorship of Ancient History）はオックスフォード大学における教授職の一つで、歴史学専攻生徒に対する古代史講座を担当する。
王室紋章官を務めた歴史学者ウィリアム・キャムデンによって1622年に創設された。1877年からブレーズノーズ・カレッジ選任の教授職となり、1910年からは特に古代ローマに関する専門的研究で知られている。

## 歴代教授
| - 初代：デゴリー・ウェア（1622年–1647年） - 第2代：ロバート・ワーリング（1647年–1648年） - 第3代：ルイス・デュ・ダモーリン（1648年–1660年） - 第4代：ジョン・ランプハイア（1660年–1688年） - 第5代：ヘンリー・ドッドウェル（1688年–1691年） - 第6代：チャールズ・アルドワース（1691年–1720年） - 第7代：セジウィック・ハリソン（1720年–1727年） - 第8代：リチャード・フルーウィン（1727年–1761年） - 第9代：ジョン・ワーンフォード（1761年–1773年） - 第10代：ウィリアム・スコット男爵（1773年–1785年） - 第11代：トーマス・ウォートン（1785年–1790年） - 第12代：トーマス・ウィンスタンリー（1790年–1823年） - 第13代：ペーター・エルムズリー（1823年–1825年） | - 第14代：エドワード・カードウェル（1825年–1861年） - 第15代：ジョージ・ローリンソン（1861年–1889年） - 第16代：ヘンリー・フランシスペラム（1889年–1907年） - 第17代：フランシス・ジョン・ヘイバフィルド（1907年–1919年） - 第18代：ヘンリー・スチュアート・ジョーンズ（1920年–1927年） - 第19代：ジェームズ・ジョージ・クラーク・アンダーソン（1927年–1936年） - 第20代：ヒューゲ・ラスト（1936年–1949年） - 第21代：ロナルド・セイム（1949年–1970年） - 第22代：ペーター・ブルント（1970年–1982年） - 第23代：ファーガス・ミラー（1984年–2002年） - 第24代：アラン・ボウマン （2002年-2010年） - 第25代：ニコラス・パースル（2011年-） |